# روبين نوربيرتو برونو
روبين نوربيرتو برونو (بالإسبانية: Rubén Norberto Bruno)‏ هو لاعب كرة قدم أرجنتيني في مركز الهجوم، ولد في 9 أغسطس 1958 في بوينس آيرس في الأرجنتين. لعب مع ريفر بليت.